# Eugène Meyer

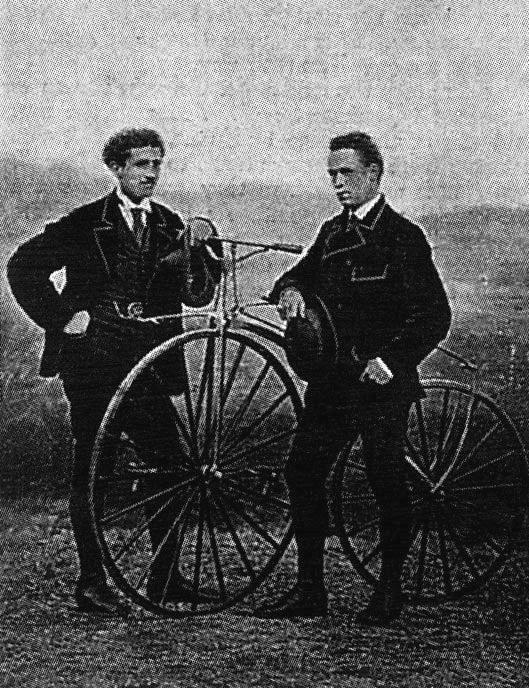
James Moore, (derecha) ganador de la carrera París–Rouen (1869) y Jean-Eugène-André Castera, (izquierda) subcampeón, posando con un biciclo Meyer

Eugène Meyer fue un mecánico francés, al que se le atribuyen importantes contribuciones al desarrollo de la bicicleta. Obtuvo la patente francesa de la rueda de radios en 1868. Actualmente se piensa que contribuyó de forma decisiva para que el biciclo fuese factible y ampliamente conocido.

## Biografía
Meyer nació en Alsacia y vivió en París. Corrió con sus propios biciclos para promocionarlos y se clasificó 10º en la carrera París-Rouen de 1869. El ciclista británico James Moore compitió con un biciclo Meyer en el Campeonato de los condados de Midland en Wolverhampton en agosto de 1870, y de ese modo introdujo el diseño en Inglaterra. Meyer murió en Brunoy en Essonne a la edad de 63 años.